# コリン・ピリンジャー
コリン・ピリンジャー（Colin Pillinger、1943年5月9日 - 2014年5月7日）はイギリスの惑星科学者。
スウォンジー大学卒業。レスター大学と協力してビーグル2号の計画を推進した。1993年王立協会フェロー選出。